# Liste des monuments aux morts de Paris

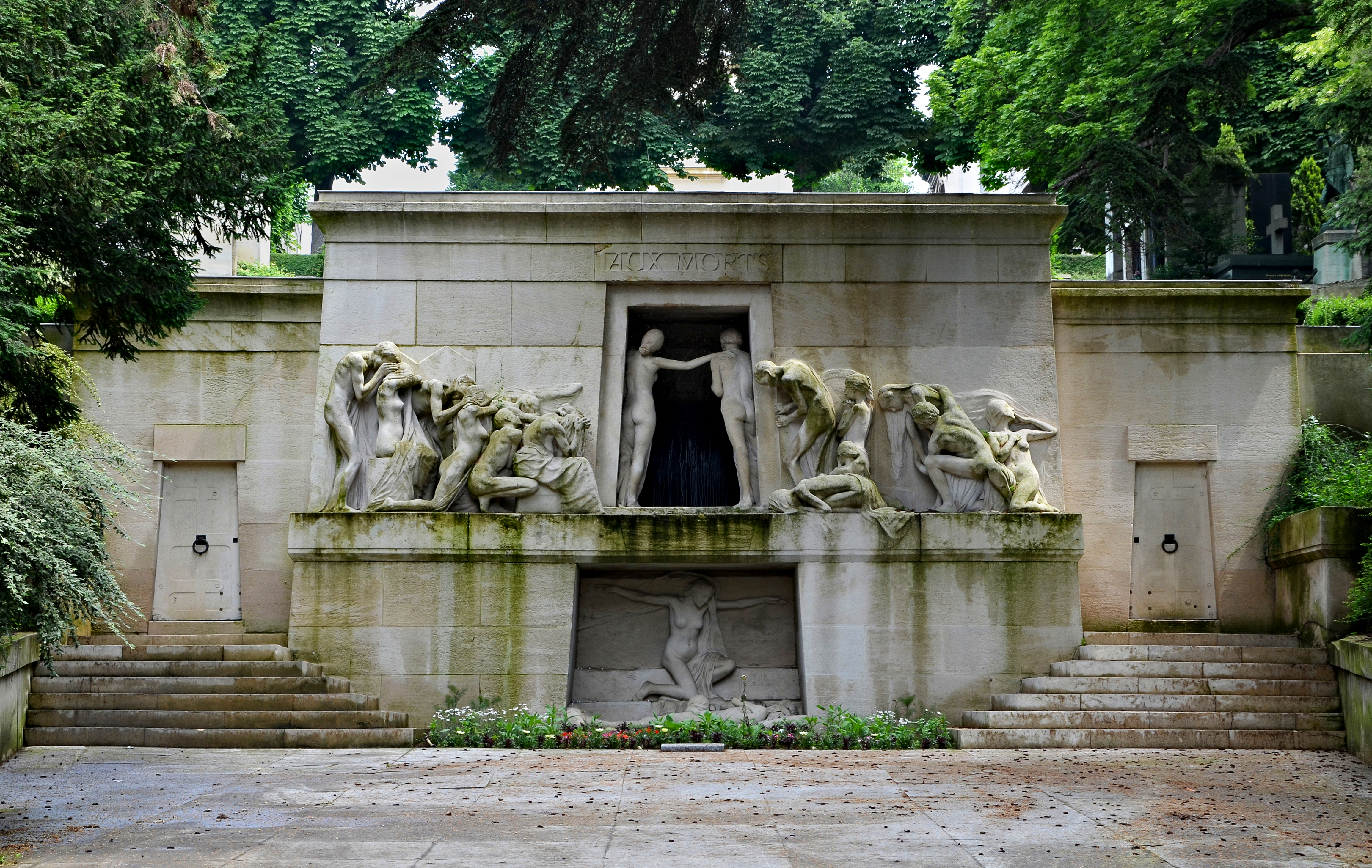
Monument aux morts au cimetière du Père Lachaise.

Cet article recense les monuments aux morts de Paris, en France.

## Liste
Du fait du nombre de monuments, la liste est divisée par arrondissement :
- 1er arrondissement
- 2e arrondissement
- 3e arrondissement
- 4e arrondissement
- 5e arrondissement
- 6e arrondissement
- 7e arrondissement
- 8e arrondissement
- 9e arrondissement
- 10e arrondissement
- 11e arrondissement
- 12e arrondissement
- 13e arrondissement
- 14e arrondissement
- 15e arrondissement
- 16e arrondissement
- 17e arrondissement
- 18e arrondissement
- 19e arrondissement
- 20e arrondissement
- Monument aux Parisiens morts pendant la Première Guerre (Depuis 2018, ce monument situé dans le 20e arrondissement de Paris rassemble les noms des Parisiens de l'ensemble des arrondissements.)